# Leksikon for det 21. århundrede
Leksikon for det 21. århundrede er et alternativt og erklæret ikke-neutralt dansk opslagsværk, der er tilgængelig på internettet fra leksikon.org.
Leksikonet blev startet i 1998.
Første udgave kom ud i 2000, og tredje og foreløbig sidste udgave er tilgængelig på CD-ROM og på internettet. 
Leksikon for det 21. århundrede er baseret på PaxLeksikon som blev udgivet i Norge i 1978-82.
Leksikonet har omkring 3200 opslagsord og fokuserer på emner som traditionelt ikke bliver omhandlet i etablerede leksika.
De skriver blandt andet om græsrodsorganisationer, begreber, land og personer.
Leksikonet blev startet af partiet Venstresocialisterne.
Værket har ikke som mål at skrive objektive artikler, artikelforfatterne prøver i stedet at præsentere mere end én forklaring, og leksikonets motto er "Tvivl på alt".
Leksikonets hovedredaktør er Albert Jensen.
Bag projektet står foreningen Leksikon for det 21. århundrede. 
Blandt skribenterne har været to ministre, Ole Sohn og Christian Friis Bach. 
Sohn har skrevet artiklen om Arne Munch-Petersen og Bach står bag artiklerne om WTO, UNCTAD og "Ny økonomisk verdensorden" (NØV).
I en anmeldelse i 2009 beskrev Politiken leksikonet som "befriende ærligt i sit udgangspunkt: Et leksikon for venstreorienterede" og angiver, at det er let at finde information om forfatter, formål og målgruppe samt kilder og seneste opdatering. Desuden skal det være let at finde rundt, og anmeldelsen giver leksikonet 4 flueben ud af 6.

## Kritik
Leksikon.org er blevet kritiseret for at have en ensidig fortolkning af visse problemstillinger i det danske og globale samfund; bl.a. i Weekendavisen 19. marts 2008.
Leksikon.org's beskrivelse af bl.a. den israelske stat som værende af apartheidkarakter, Danmark som værende en slyngelstat med autoritær statsform karakteriseret ved en hastig afvikling af basale menneskelige og demokratiske rettigheder og partiet Venstre som værende en kriminel organisation, har ført til kritik af leksikonet som værende mere et politisk projekt, end et objektivt opslagsværk.
Leksikon.org har i opslaget om "Ytringsfrihed" anført, at Leksikon.org "endnu ikke" er blevet udsat for censur, men at "personer på den radikale højrefløj har søgt at begrænse anvendelsen af leksikonet", og nævner i den forbindelse, at Weekendavisen søgte at få Undervisningsministeriet til at lade være med at henvise (linke) til Leksikon.org. Weekendavisens artikelserie afvises dog som "ret ligegyldig", ligesom Leksikon.org. angiver, at artiklerne "afslørede mest af alt manglende viden".